# Brněnská společnost místních drah

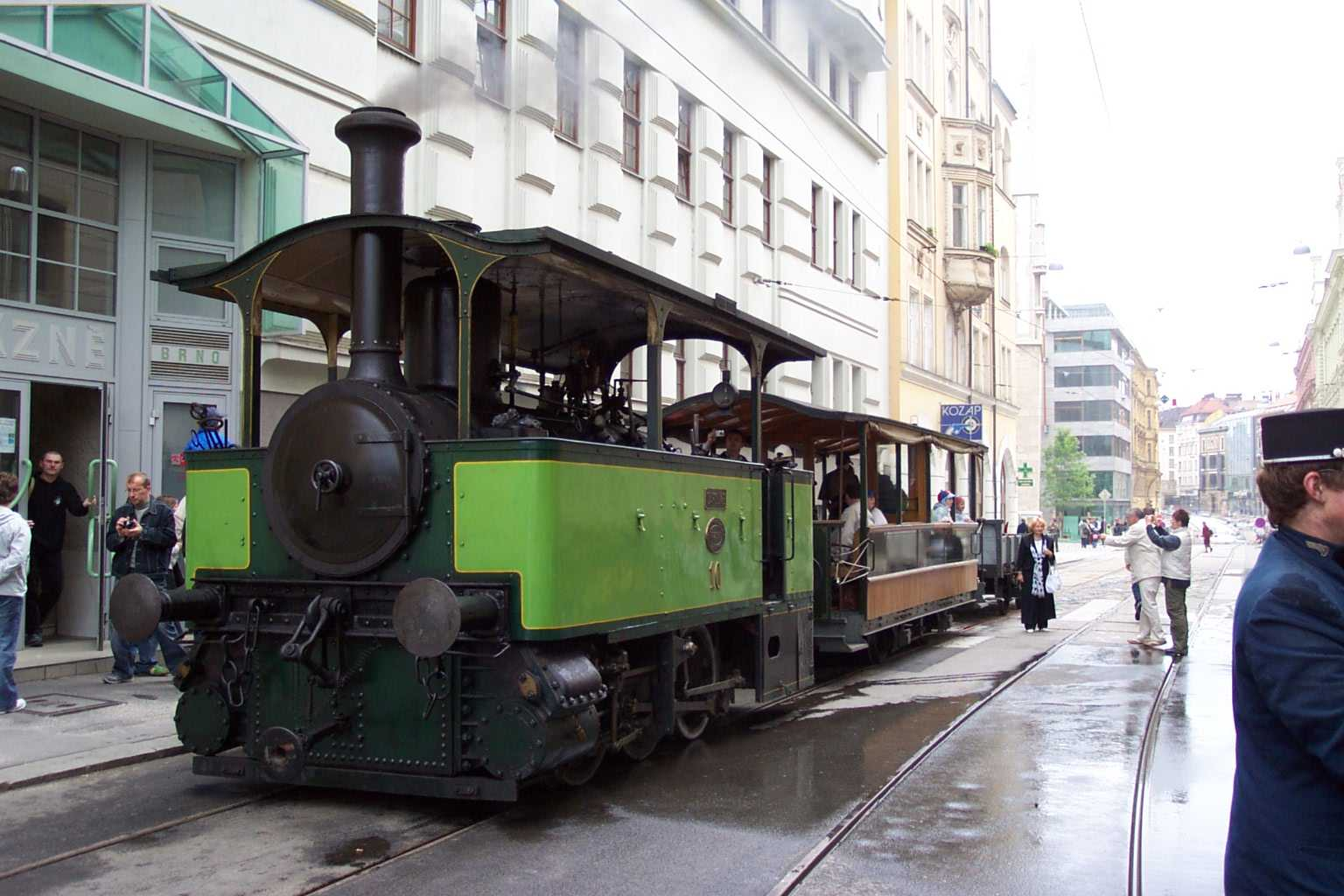
Souprava brněnské parní tramvaje v roce 2006

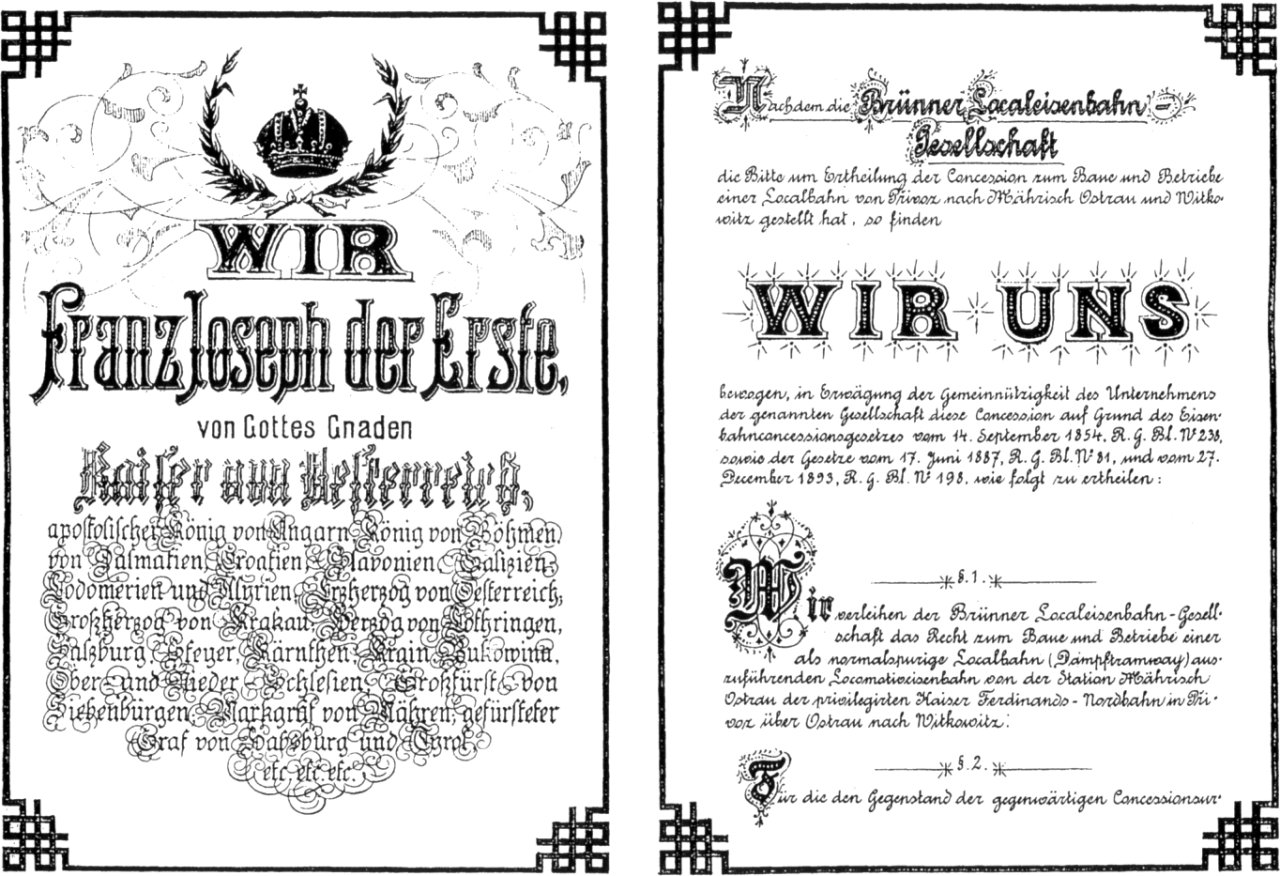
Koncesní listina pro dráhu Přívoz – Moravská Ostrava – Vítkovice

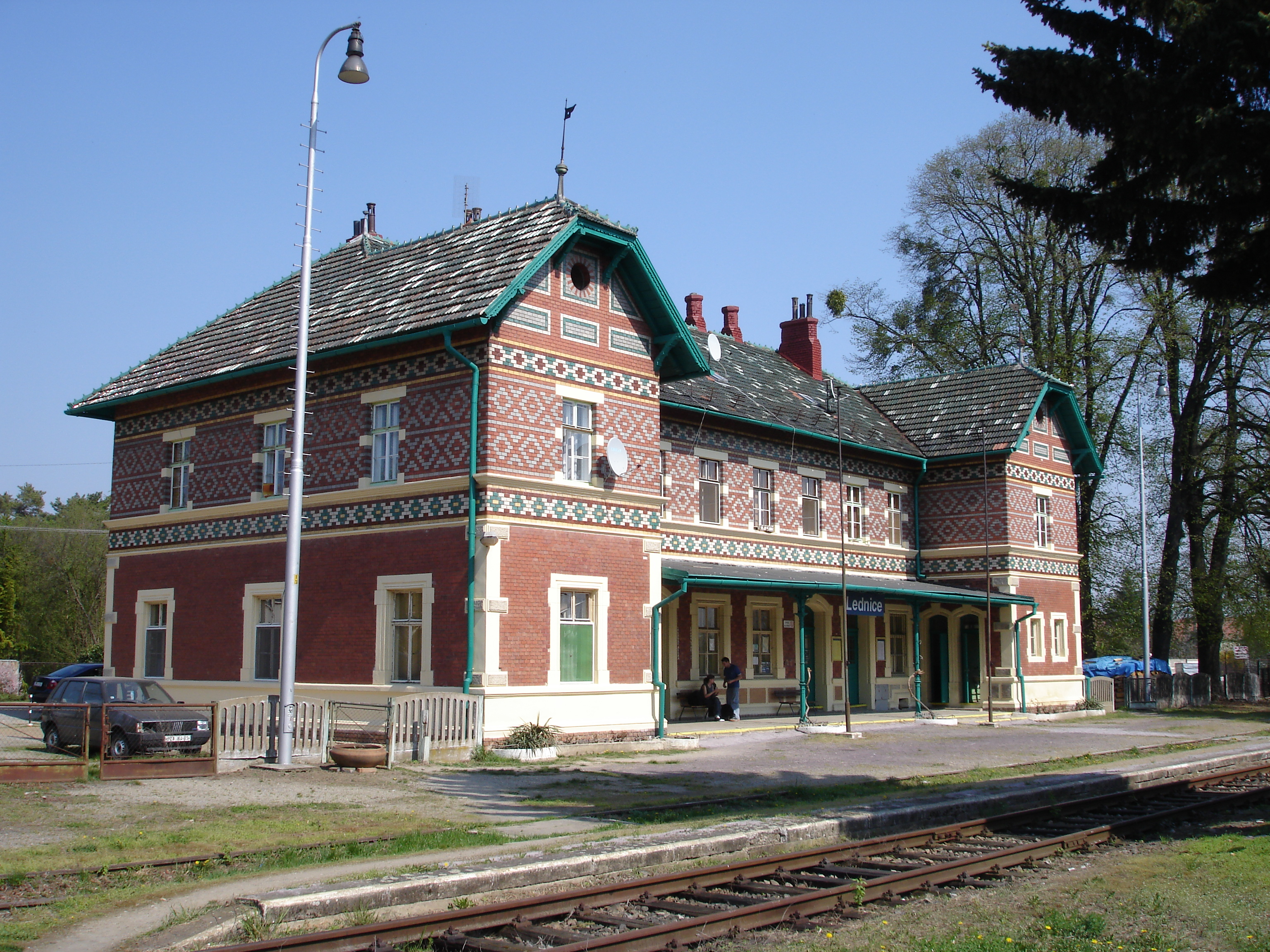
Železniční stanice v Lednici

Brněnská společnost místních drah (jinak též Brněnská společnost místní dráhy nebo Společnost brněnských místních drah, německy Brünner Local-Eisenbahn-Gesellschaft, zkratkou BLEG) byla soukromá společnost provozující tramvajovou dopravu a místní dráhy na území dnešního Česka. Původní název do roku 1886 byl Brněnská parní tramvaj (německy Brünner Dampf-Tramway), od roku 1920 společnost nesla název Společnost moravských místních drah (SMMD).

## Historie
V roce 1884 byl zahájen provoz parní tramvaje v Brně. Dopravcem se stala společnost Brünner Dampf-Tramway (česky Brněnská parní tramvaj) založená stavitelem této dráhy Wilhelmem von Lindheimem. Tento podnikatel ale používal místo slova „tramvaj“ výraz „pouliční dráha“, neboť chtěl zavést i nákladní dopravu, proto byl v roce 1886 změněn název společnosti na Brünner Local-Eisenbahn-Gesellschaft (česky Brněnská společnost místních drah). Nákladní doprava byla provozována vlečkou do továrny na smaltované zboží bratří Bartelmusů, později i do strojírny Brand & Lhuillier a sladovny Morgenstern & Sohn.
Roku 1894 BLEG zahájila provoz na dráze Přívoz – Moravská Ostrava – Vítkovice, kterou koupila před dokončením od vídeňského bankéře Moderna. Ač byla koncesovaná jako místní dráha, byla dráhou tramvajovou a stala se základem ostravského tramvajového systému. Stavitelem dráhy byla vídeňská firma Leo Arnoldi, která si provoz na dráze zároveň pronajala na 10 let. Jelikož ale přibývaly stížnosti na tuto společnost, BLEG ve druhé polovině 90. let 19. století vypověděla smlouvu a dráhu provozovala sama.
Osobní i nákladní dopravu v Brně zajišťovala BLEG do konce roku 1898, kdy brněnskou tramvajovou síť prodala rakouské firmě Oesterreichische Union Elektrizitäts – Gesellschaft in Wien (česky Rakouská elektrárenská společnost Union ve Vídni).

V letech 1900 a 1901 postavila a zprovoznila BLEG dvě místní železniční dráhy. Jednalo se o trať Kyjov – Mutěnice dlouhou 16 km a dráhu Boří les – Lednice (provoz z Břeclavi do Lednice) o délce 8 km. Na obou tratích byla dopravcem Severní dráha císaře Ferdinanda na účet BLEG, v roce 1907 převzala přepravu Rakouská společnost státní dráhy a roku 1918 Československé státní dráhy. Dráha z Kyjova do Mutěnic byla zestátněna v roce 1930, trať do Lednice přešla do majetku ČSD v roce 1945. BLEG rovněž od roku 1911 provozovala na účet vlastníka trať Kuřim – Veverská Bítýška (do roku 1936, kdy byla dráha zrušena) a železniční trať Moravské Bránice – Oslavany (do roku 1925, kdy provoz převzaly ČSD).
V roce 1901 byl na ostravské tramvajové síti, mezitím rozšířené o dvě další tratě, zahájen provoz elektrickými tramvajemi. V první polovině 20. století docházelo k postupnému rozšiřování tramvajových tratí v Ostravě, v roce 1926 byla navíc odkoupena železniční trať Svinov – Klimkovice, která byla napojena na tramvajovou síť, upravena pro provoz tramvají a elektrifikována. Druhou místní dráhou na Ostravsku v majetku SMMD se v roce 1943 stala trať Svinov – Kyjovice-Budišovice, na níž byl běžný železniční provoz zachován až do druhé poloviny 40. let 20. století – elektrifikována a upravena pro tramvaje byla v letech 1947 a 1948.
Mezitím bylo přeloženo sídlo BLEG do Ostravy a společnost byla v roce 1920 přejmenována na Společnost moravských místních drah (SMMD).
3. ledna 1947 bylo na valné hromadě rozhodnuto o likvidaci firmy a tramvajový provoz v Ostravě převzalo město. V roce 1949 vznikly Dopravní podniky města Ostrava, jejímž základem se stala právě bývalá SMMD.

## Tratě

### Tramvajové provozy
- tramvajová doprava v Brně (31. května 1884 – 31. prosince 1898)
- tramvajová doprava v Ostravě (18. srpna 1894 – 31. prosince 1948)
  - včetně bývalé železniční tratě Svinov – Klimkovice (16. května 1926 – 31. prosince 1948)
  - včetně bývalé železniční tratě Svinov – Kyjovice-Budišovice (1943 – 31. prosince 1948)

### Postavené a vlastněné železniční tratě
- trať Kyjov – Mutěnice (2. června 1900 – 1930; provozovatelé KFNB, StEG a ČSD)
- trať Boří les – Lednice (17. listopadu 1901 – 1945; provozovatelé KFNB, StEG, ČSD a DR)

### Provozované železniční tratě
- trať Kuřim – Veverská Bítýška (16. února 1911 – 3. října 1936; majitel akciová společnost Místní dráha Kuřím – Bitýška Veverská)
- trať Moravské Bránice – Oslavany (14. července 1912 – 31. prosince 1924; majitel akciová společnost Kounicko-Ivančicko-Oslavanská dráha)